# Miliyah Katō

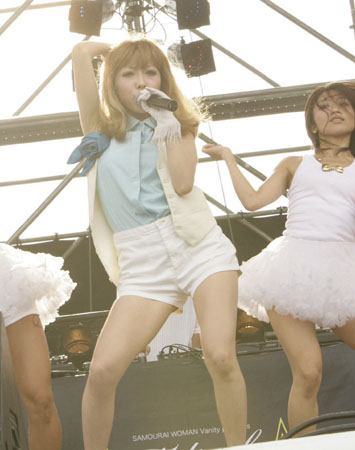
Miliyah Katō (2009)

Miliyah Katō (japanisch 加藤 ミリヤ Katō Miriya; * 22. Juni 1988 in Toyota, Präfektur Aichi) ist eine japanische J-Pop-Singer-Songwriterin.
Seit 2004 steht Katō bei dem Musiklabel Mastersix Foundation, ein Label von Sony Music Records, welche wiederum zu Sony Music Entertainment Japan gehören, unter Vertrag. Kato machte ihr Debüt mit ihrer Single Never Let Go / Yozora im Jahre 2004 und veröffentlichte ein Jahr später (2005) ihr Debütalbum mit dem Titel Rose. Musikalisch ist sie von der Hip-Hop- und R&B-Musik beeinflusst, brachte im Verlauf ihrer Karriere auch immer mehr Balladen- und Pop-Elemente in ihre Lieder ein. Ihre Vorbilder sind unter anderem Lauryn Hill und Mary J. Blige. Katō machte ihren Schulabschluss an der Meiji-Gakuin-Universität in Tokio und wuchs allein mit ihrer Mutter und ihrem Bruder auf.

## Werdegang

### 2003 bis 2005: Erste Schritte in die Musikbranche undRose-Ära
Mit 14 Jahren schrieb Miho (美穂) ihre eigenen Texte und komponierte eigene Musikstücke. Ihr Debüt in der Musikszene gab sie im September 2003, wo sie unter ihrem Pseudonym Miliyah als Kollaboration mit dem Titel Cherry, Oh Baby auf dem Album Reggae Magic, von den Reggae Disco Rockers, vertreten war. Ein Jahr später gab sie eine Kollaboration mit Dohzi-T, mit dem Titel Shōri no Megami (勝利の女神). Man konnte sie zudem auch in der Werbung sehen, für die das Lied verwendet wurde. Hiermit konnte Miliyah an Aufmerksamkeit knüpfen und schließlich veröffentlichte sie am 8. September 2004, unter Sony Music Japan, ihre Debüt-Single mit dem Titel Never Let Go / Yozora (Never let go / 夜空). Die Plattenfirma verteilte eine limitierte Anzahl von CDs in den Handel, doch durch steigender Nachfrage wurde die Produktion verdoppelt und somit konnte die Single #15 der Oricon-Charts erreichen und sich insgesamt 45.000-mal verkaufen. Der Titel Yozora ist ein Sample zu Buddah Brands Ningen-hatudenjyo. Nach ihrer zweiten Single Beautiful, die ein mäßiger Erfolg wurde, veröffentlichte sie 2005 ihre dritte Single Dear Lonely Girl (ディア・ロンリーガール). Auch bei diesem Lied handelt es sich um einen Sample, entnommen von Marvin Gayes (Sexual Healing). Die B-Seite auf der Single Dreaming Under the Moon war das erste Lied, das Miliyah, im Alter von 13 Jahren, schrieb. Mit 50.000 verkauften Einheiten, ist Dear Lonely Girl Miliyahs erfolgreichste Solo-Single. Die vierte Single mit dem Titel Jōnetsu (ジョウネツ) war wieder ein Sample, entnommen von UAs gleichnamigen Titel und wurde wie Dear Lonely Girl ein erfolgreicher Hit. Die Erfolge führten zu ihrem ersten Studioalbum Rose, welches am 26. Oktober 2005 veröffentlicht wurde. Das Album debütierte auf #2 der Oricon-Charts und konnte sich insgesamt fast 250.000-mal verkaufen, womit ihr erster großer Meilenstein in der japanischen Musikindustrie gelegt wurde.

### 2006 bis 2008:Diamond Princess-,Tokyo Star,Best Destiny-Ära
Nach dem Erfolg ihres ersten Studioalbums, veröffentlichte Miliyah weiterhin selbstgeschriebene Lieder, die aber unabhängig von Samples waren. Dazu zählen die Singles Sotsugyō (ソツギョウ) (Februar 2006), Last Summer (Juli 2006), I Will (September 2006) und Eyes on You (Februar 2007). Der Erfolg der Singles hielt sich in Maßen und daraus veröffentlichte sie, am 7. März 2007, ihr zweites Studioalbum mit dem Titel Diamond Princess. Das Studioalbum landete auf #5 der Oricon-Charts und verkaufte sich mehr als 100.000-mal, womit sie nicht an den Erfolg von Rose knüpfen konnte, aber ihre Popularität erhielt. Nach den folgenden Singles My Girl und Love Is..., wurde die Single Lalala / Futurechecka veröffentlicht, die in Kollaboration mit vielen verschiedenen Künstlern daherkam. Für mehr als 250.000 legale Downloads, wurde das Lied Lalala mit Platin ausgezeichnet.
Es folgte am 27. Februar 2008 ihre zwölfte Single mit dem Titel 19 Memories. Das Lied ist ein Sample zum Lied Sweet 19 Blues, welches ein populäres Lied von Namie Amuro ist. Besonders hierbei ist, dass das Lied mit 2-fach-Platin, für 500.000 legale Downloads des Klingeltons, und Platin, für 250.000 legale Downloads des Liedes, ausgezeichnet wurde. Zwei Monate später veröffentlichte sie ihr drittes Studioalbum Tokyo Star, welches sich mehr als 200.000-mal verkaufen konnte, womit sie an den Erfolg ihres Debütalbums anknüpfen konnte. Der Erfolg wurde mit der Single Sayōnara Baby / Koishiteru (SAYONARAベイベー／恋シテル) fortgesetzt, da das Lied Sayōnara Baby mit Platin, für 250.000 legale Downloads, ausgezeichnet wurde. Das Lied Koishiteru ist ein Sample von Shanices I Love Your Smile. Aufgrund der Erfolge der Samples, veröffentlichte sie ihre erste Kompilation, die sich auf ihre Samples bezieht, mit dem Titel Best Destiny, am 5. November 2008. Als erster ihrer Tonträger, erreichte diese Veröffentlichung die Höchstplatzierung der Oricon-Charts in Japan; das machte sie zur jüngsten Künstlerin, mit 19 Jahren, die eine Kompilation an der Spitze der Oricon-Charts platzieren konnte.

### 2009 bis 2011: Kommerzieller Höhepunkt
Nach ihrer Single 20 – Cry (Januar 2009), veröffentlichte sie mit Shota Shimizu im Mai des Jahres die Kollaboration Love Forever und erlangte damit an noch größere Aufmerksamkeit, denn die Single erreichte an vier folgenden Tagen die Höchstplatzierung der täglichen Oricon-Charts und konnte sich in der ersten Woche auf #5 befestigen; außerdem verkaufte sich die Single fast 100.000-mal im CD-Format. Mit #70 war die Single außerdem der erste Einstieg beider Künstler, in die jährlichen Top 100 der Oricon-Charts. Aufgrund des Erfolges, veröffentlichte sie ihr viertes Studioalbum mit dem Titel Ring, das, mit fast 400.000 verkauften Einheiten, zu ihrem erfolgreichsten Tonträger zählt. Die Promo-Single zum Studioalbum „Aitai“ (deutsch: ich möchte dich treffen) war ein ebenso ein kommerzieller Erfolg, jeweils für legale Downloads des kompletten Liedes und des Klingeltons, wurde das Lied mit 3-fach-Platin ausgezeichnet, was jeweils mindestens 750.000 legale Downloads für das Lied und den zugehörigen Klingelton darstellt. Das Musikvideo zu „Aitai“ befand sich anschließend auf der CD+DVD-Version der im November des Jahres gefolgten Single „Why“. „Why“ ist eine doppelte A-Side-Single, die als weitere A-Side über den Titel „Destiny“ verfügte, der als Titellied für die japanische Version von New Moon – Biss zur Mittagsstunde verwendet wurde. Das gleichnamige Titellied der Single wurde für 100.000 legalen Downloads mit Gold ausgezeichnet.
Eine weitere Kollaboration mit Shota Shimizu folgte im Februar 2010, die den Titel „Forever Love“ trägt und an den Erfolg von „Love Forever“ anknüpfen konnte. Diese Single gilt als Antwortlied für die erste Kollaboration und wurde mit 2-fach-Platin für mindestens 500.000 legale Downloads und 3-fach-Platin für mindestens 750.000 abgesetzte Klingeltöne ausgezeichnet. Einen Monat später, veröffentlichte Katō die Single „Bye Bye“, mit der sie erstmals die Höchstplatzierung in den RIAJ Digital Track Charts erreichen konnte. Ihr Konzertvideoalbum „Ring Tour 2009“ (Mai), das sich mehr als 50.000-mal verkaufen konnte, konnte für zwei Wochen in chronologischer Reihenfolge die Höchstplatzierung in den Oricon-Musik-DVD-Charts halten. Das Videoalbum beinhaltet ihr finales Konzert ihrer „Ring Tour 2009“ im Nippon Budōkan. Mit der folgenden Single „Last Love“, die im Juni des Jahres veröffentlicht wurde, wurde die Single für 250.000 legale Downloads mit Platin ausgezeichnet. Im Juli des Jahres veröffentlichte sie ihr fünftes Studioalbum mit dem Titel „Heaven“, das ihr erstes Studioalbum ist, das die Höchstplatzierung erreichen konnte. Das Studioalbum verkaufte sich mehr als 250.000-mal. Die Promo-Single zum Studioalbum hieß „X.O.X.O.“ und sampled das Lied „Robinson“ von der japanischen Rockgruppe Spitz. „X.O.X.O.“ und ein Titel des Studioalbums „Baby I See You“, das ein Duett mit Verbal (M-Flo) ist, wurden beide jeweils mit Gold für mindestens 100.000 legale Downloads ausgezeichnet. Mit der Sängerin Ai, veröffentlichte sie die Kollaboration „Stronger“ im Oktober des Jahres. Zum Jahresabschluss wurde eine Videokompilation mit dem Titel „Miliyah the Clips 2004-2010“ im Dezember des Jahres veröffentlicht. Die Videokompilation erreichte in den Oricon-Musik-DVD-Charts #4, hielt sich 26 Wochen darin und verkaufte sich fast 60.000-mal. Am selben Tag veröffentlichte sie die digitale Single „Only Holy“, die unter anderem als limitierte CD der Videokompilation beilag.
„Yūsha-tachi“ hieß die Single, die im März 2011 veröffentlicht wurde. Sie wurde für die legalen Downloads mit Gold ausgezeichnet. Die doppelte A-Side-Single „Desire / Baby!Baby!Baby!“ dagegen verkaufte sich im physischen Format rund 10.000-mal und war ein Indikator für den Rückgang ihrer Verkaufszahlen. Verkaufszahlen von Downloads liegen nicht vor, da keines der beiden Lieder eine Auszeichnung erhielt. Das Lied „Baby!Baby!Baby!“ sampled das Lied „Linda Linda“ von der japanischen Punkband The Blue Hearts. Es folgte im Juli des Jahres die dritte kollaborative Single mit Shota Shimizu, die sich „Believe“ nannte, jedoch nicht ansatzweise an den Erfolg ihrer ersten beiden Kollaborationen knüpfen konnte, aber für 100.000 legale Downloads mit Gold ausgezeichnet wurde. Im August des Jahres veröffentlichte sie schließlich ihre erste Kompilation „M Best“, die sich in der Thematik auf ihre gesamte Karriere bezieht. Die Kompilation erreichte die Höchstplatzierung, konnte sich mehr als 300.000-mal verkaufen und war im Jahr 2011 das 19. meistverkaufte Album in Japan. Einen Monat später, im September, veröffentlichte sie ihre erste Novelle, mit dem Titel „Umareta Mama no Watashi wo“ (生まれたままの私を). Die Novelle handelt von einem 22-jährigen Aktzeichner, der keine Liebe finden kann. Ihre Tournee mit dem Titel „"Eternal Heaven" Tour 2010-2011“, wurde im November des Jahres mit dem gleichnamigen Titel als Konzertvideoalbum im DVD- und erstmals im BD-Format veröffentlicht. Das Konzert hierbei ist das finale dieser Tour, das in der Ōsaka-jō Hall aufgenommen wurde. Zum Ende des Jahres, veröffentlichte sie die Single „Roman“, aber der kommerzielle Erfolg blieb aus.

### 2012 bis 2015: Kommerzieller Rückgang
Mit der Single Aiaiai, die im Juni 2012 veröffentlicht wurde, knüpfte sie auch nicht an ihre früheren Erfolge. Im August des Jahres, folgte ihre Single Heart Beat, die in Japan für Coca-Cola in Kooperation mit den Olympischen Sommerspielen 2012 warb. Das Lied wurde stark beworben, womit es mit 250.000 legalen Downloads mit Platin ausgezeichnet wurde. Folgend veröffentlichte sie im Oktober des Jahres ihre Single Lovers Part II, die eine Kollaboration mit Wakadanna ist. Im folgenden Monat veröffentlichte sie dann ihren ersten Roman, mit dem Titel Ugly und ihr sechstes Studioalbum mit dem Titel True Lovers. Mit mehr als 100.000 verkauften Einheiten und einer Platzierung von #2, hielt das Album sich für 20 Wochen in den Oricon-Charts. Die Promo-Single zum Studioalbum war „Konya wa Boogie Back“ (今夜はブギー・バック), ein Cover des gleichnamigen Liedes von Scha Dara Parr und Kenji Ozawa, und ist eine Kollaboration mit Shota Shimizu und Shun, die mit Gold für 100.000 legale Downloads ausgezeichnet wurde. Diese Promo-Single wurde einen Monat vor „True Lovers“ im Oktober digital veröffentlicht. Am 12. Dezember des Jahres erschien ihr Konzertvideoalbum „M Best Tour 2011“, das ihr finales Konzert der gleichnamigen Tour in der Yokohama Arena darstellt.
Mit weiteren kommerziell erfolglosen Singles, Emotion (Juni 2013), Lonely Hearts (Oktober 2013) und Love/Affection / Kamisama (Love/Affection / 神様) (Januar 2014), veröffentlichte sie schließlich im Februar 2014 ihr siebtes Studioalbum Loveland. Mit einer Platzierung von #3, in den Oricon-Charts, konnte sich das Album allerdings nur mehr als 50.000-mal verkaufen und war damit ihr erstes Album, das nicht die 100.000-Marke brechen konnte. Zum Lied Kamisama, wurde auch eine kurze Novelle mit dem gleichnamigen Titel, von Katō geschrieben, veröffentlicht. Wegen der vielen erfolgreichen Kollaborationen zwischen Miliyah und Shota Shimizu, veröffentlichten beide Künstler zum Abschluss ihrer Zusammenarbeit ein gemeinsames Album mit dem Titel The Best. Im Rahmen ihrer Zelebrierung des 10-jährigen Bühnenbestehen, veröffentlichte sie Ende Oktober des Jahres ihre zweite Kompilation Muse, die das 10th Anniversary (10-jähriges Bühnenbestehen) als Thema behandelt. Es folgte eine Download-EP im Dezember mit dem Titel Ms's X'Mas EP.
Als Teil der Zelebrierung des 10-jährigen Bühnenbestehens, veröffentlichte sie im Januar 2015 ihre 30. Single mit dem Titel Shōnen Shōjo (少年少女), bei der der Erfolg genauso wie bei den letzten Singles ausblieb. Im Juli wurde ihr erstes Mixalbum mit dem Titel Kato Miliyah M-Mix: Mastermix Vol.1 veröffentlicht, das von DJ Shuya erstellt wurde. Am 2. September des Jahres, veröffentlichte sie eine kollaborative Single Piece of Cake: Ai wo Sakebō (ピース オブ ケイク―愛を叫ぼう―) mit Kazunobu Mineta, die auf #54 der Charts debütierte und damit ihre erste Single ist, die es nicht in die Top 50 geschafft hat. Für den 25. November des Jahres, verkündete man die Single Lipstick (リップスティック), die eine Antwort auf ihr Lied Dear Lonely Girl (ディア・ロンリーガール), welches zu diesem Zeitpunkt bereits 10 Jahre zuvor veröffentlicht wurde, darstellen soll und von ihrem damaligen weiblichen Publikum handelt, das nun älter geworden ist.

### 2016 bis 2018: Kommerzielle Depression,Liberty,UtopiaundFemme Fatale
Im Januar 2016, wurde die Single Future Lover: Mirai Koibito (未来恋人), die das berühmt gesungene One More Time des gleichnamigen Liedes von Daft Punk übernimmt, veröffentlicht. Für den 2. März, wurde ihr Studioalbum Liberty angekündigt, das über 17 Lieder verfügt. Das Album erreichte zwar #4 der wöchentlichen Oricon-Charts, ist aber ihr erstes Studioalbum, das sich, mit ein wenig mehr wie 20.000 verkauften Einheiten, weniger als 50.000-mal verkaufen konnte. Um für das Album zu werben, ging sie auf Tour mit dem Titel Dramatic Liverty Tour 2016 vom 14. April bis zum 4. August. Die nächste Single Saikōna Shiawase (最高なしあわせ) wurde am 19. Oktober veröffentlicht.
Ihre "Dramatic Liberty" Tour 2016 wurde am 11. Januar 2017 auf Blu-ray und DVD veröffentlicht. Es folgte am 1. März eine neue Single mit dem Titel Dokomademo: How Far I’ll Go (どこまでも ~How Far I’ll Go~), wobei das Titellied die japanische Version des Liedes How Far I’ll Go, für den Computeranimationsfilm Vaiana (Moana als Originaltitel; auch in Japan), darstellt. Für den 12. April, wurde ihr neuntes Studioalbum Utopia angekündigt, das sich nach Veröffentlichung weniger als 20.000-mal verkaufte und #5 der wöchentlichen Charts erreichte. Am 6. Dezember des Jahres, veröffentlichte sie die Single „Shinyaku Dear Lonely Girl“ (新約ディアロンリーガール), bei der der Titel eine Kollaboration mit ECD ist. Mit #53 der wöchentlichen Oricon-Charts, wurde die Single kein Top-50-Hit.
Ihr erstes kommerziell beworbene Extended Play „I Hate You E.P.“, wurde am 21. März 2018 veröffentlicht. Die digitale Single „Walk to the Dream“, wurde am 13. April veröffentlicht, die als Titellied für den japanischen Fußballverein Iwaki FC verwendet wurde. Kurz darauf später, wurde im Mai des Jahres die Single „Romance“ veröffentlicht, die für den Film „Love×Doc“ als Titellied verwendet wurde. Aufgrund einer limitierten CD-Version, die über zehn verschiedene Titel verfügte, teilte Oricon die Versionen der Single in die Single- und Album-Charts auf, womit die Single #50 und das Album #131 der wöchentlichen Charts erreichten. Am 20. Juni des Jahres, veröffentlichte sie ihr zehntes Studioalbum „Femme Fatale“. Zum Jahresende hin, veröffentlichte sie im November ihr Konzertvideoalbum „"Celebration" Tour 2018“ und im Dezember ihre Download-Single „Holy Happy Family“.

### Seit 2019: Schwangerschaft undM Best II
Sie machte 2019 publik, dass sie einen Mann, der nicht der Öffentlichkeit bekannt und auch nicht aus der Unterhaltungsindustrie ist, geheiratet habe und schwanger sei. Im Verlauf des Jahres brachte sie dann das Kind auf die Welt. Die nächste Single hieß „Ai ga Furu“ (愛が降る) und wurde im Juni 2019 veröffentlicht. „Honto no Boku wo Shitte“ (ほんとの僕を知って) wurde im September als folgende Single veröffentlicht. Zu ihrem 15-jährigen Bühnenbestehen veröffentlicht sie am 27. November des Jahres ihre Kompilation „M Best II“.

## Mode
Mode spielt für Miliyah eine wichtige Rolle, womit sie über die Jahre einen eigenen Stil kreierte, der aus vielen Inspirationsquellen geprägt ist. Ihre ersten Schritte in der Modebranche machte sie, als sie 2005 die limitierte Miliyahhood Kollektion auf den Markt brachte. Angeboten wurde diese Kollektion exklusiv über den Marui Jam Einkaufsladen, in Shibuya.

## Diskografie
Studioalben

| Jahr | Titel            | Höchstplatzierung, Gesamtwochen, AuszeichnungChartsChartplatzierungen (Jahr, Titel, Platzierungen, Wochen, Auszeichnungen, Anmerkungen) | Anmerkungen                                                    |
| Jahr | Titel            | JP | Anmerkungen                                                    |
| ---- | ---------------- | --- | -------------------------------------------------------------- |
| 2005 | Rose             | JP2 Platin · (20 Wo.)JP | Erstveröffentlichung: 26. Oktober 2005 Verkäufe JP: + 238.302  |
| 2007 | Diamond Princess | JP5 Gold · (34 Wo.)JP | Erstveröffentlichung: 7. März 2007 Verkäufe JP: + 107.293      |
| 2008 | Tokyo Star       | JP4 Platin · (33 Wo.)JP | Erstveröffentlichung: 2. April 2008 Verkäufe JP: + 207.484     |
| 2009 | Ring             | JP2 Platin · (59 Wo.)JP | Erstveröffentlichung: 8. Juli 2009 Verkäufe JP: + 383.218      |
| 2010 | Heaven           | JP1 Platin · (21 Wo.)JP | Erstveröffentlichung: 28. Juli 2010 Verkäufe JP: + 266.102     |
| 2012 | True Lovers      | JP2 Gold · (20 Wo.)JP | Erstveröffentlichung: 21. November 2012 Verkäufe JP: + 109.858 |
| 2014 | Loveland         | JP3 (13 Wo.)JP | Erstveröffentlichung: 19. Februar 2014 Verkäufe JP: + 50.938   |
| 2016 | Liberty          | JP4 (9 Wo.)JP | Erstveröffentlichung: 2. März 2016 Verkäufe JP: + 21.698       |
| 2017 | Utopia           | JP5 (8 Wo.)JP | Erstveröffentlichung: 12. April 2017 Verkäufe JP: + 14.195     |
| 2018 | Femme Fatale     | JP8 (4 Wo.)JP | Erstveröffentlichung: 20. Juni 2018 Verkäufe JP: + 4.833       |
| 2021 | Who Loves Me     | JP25 (3 Wo.)JP | Erstveröffentlichung: 13. Oktober 2021 Verkäufe JP: + 2.000    |
| 2023 | Blonde16         | JP24 (2 Wo.)JP | Erstveröffentlichung: 5. April 2023 Verkäufe JP: + 1.240       |